# 曲喆
曲喆（1963年3月—），山东人，中华人民共和国外交官，曾任中华人民共和国驻爱沙尼亚共和国特命全权大使。